# Deutsch-Französischer Magisterstudiengang Rechtswissenschaften Köln / Paris 1
Der Deutsch-Französische Magisterstudiengang Rechtswissenschaften Köln / Paris 1 (kurz: DFM) ist ein seit 1990 bestehendes deutsch-französisches Gemeinschaftsangebot der Universitäten Köln und Paris 1 (Panthéon-Sorbonne). Er besteht aus einem vollwertigen Jurastudium sowie einem eigenständigen LL.M.-Programm und wird von den Universitätsprofessoren Barbara Dauner-Lieb und Markus Ogorek in Köln sowie David Capitant in Paris betreut.

## Geschichte

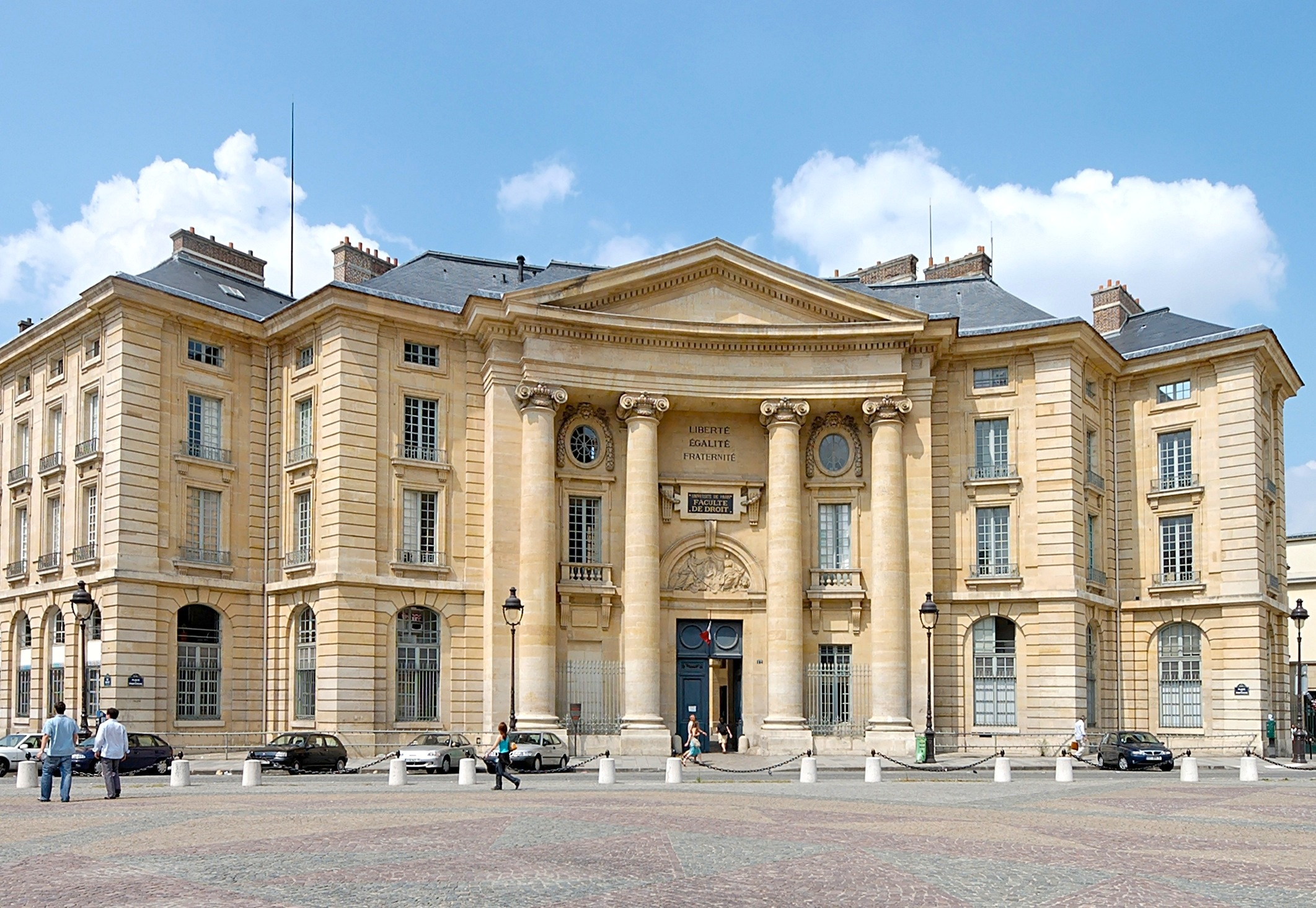
Centre Panthéon der Universität Paris 1

1990 gründeten der Kölner Universitätsprofessor Ulrich Hübner und sein französischer Kollege Michel Fromont ein gemeinsames Studienprogramm für das Fach Rechtswissenschaft, das nach einem insgesamt vierjährigen Studium zum Erwerb zweier Abschlüsse führt: der französischen Maîtrise en droit der Pariser Sorbonne und ein eigens für den Studiengang geschaffener Magister Legum, verliehen von der Universität zu Köln.
Im Jahr 2009 wurde das Programm im Rahmen des Bologna-Prozesses zu einem vierjährigen Bachelorstudiengang umgestaltet, an dessen Ende ein Bachelor of Laws (abgekürzt: LL.B. (Köln/Paris 1)) und – weiterhin – der französischen Maîtrise en droit stehen. Zusätzlich besteht die Möglichkeit, nach der regulären Examensvorbereitung an der juristischen Staatsprüfung in Köln teilzunehmen, wovon die deutschen Teilnehmer des Programms regelmäßig Gebrauch machen.
Die jährlich 60 Studierenden, die zu gleichen Teilen aus Deutschland und Frankreich kommen, werden vor Beginn des Studiums (im Wintersemester jedes Jahres) von der Universität des Heimatlandes durch einen Sprachtest aus ca. 800 Franzosen und 130 Deutschen ausgewählt. Während sie in Köln größtenteils Vorlesungen besuchen, die auch im Grundstudium des Studiengangs Rechtswissenschaft vorgesehen sind, wird an der Sorbonne ein spezielles Studienprogramm absolviert.
Neben dem „DFM-Jurastudium“ besteht seit der Bologna-Reform ein eigenständiges LL.M.-Programm als Postgraduiertenstudium.
Am 13. März 2010 wurde das 20-jährige Jubiläum des DFM mit einer Festveranstaltung unter Schirmherrschaft des nordrhein-westfälischen Ministerpräsidenten Jürgen Rüttgers und der französischen Ministerin für Hochschulwesen und Forschung Valérie Pécresse in Köln gefeiert, 2022 erfolgten nachträglich die Feierlichkeiten zum 30-jährigen Bestehen.

## Absolventen
Von den inzwischen knapp 800 Absolventen des DFM arbeiten, nach Beendigung ihres Studiums, 42 % in Anwaltskanzleien, 28 % in Unternehmen und 11 % bei einem Ministerium oder in der Verwaltung. Jeweils 6 % arbeiten später für eine Forschungseinrichtung oder Internationale Organisation. Prominente Absolventin des Programms ist etwa die WDR-Chefredakteurin Ellen Ehni.
Seit 1992 bestehen mit dem deutschen Verein Juristen des Deutschen und Französischen Rechts e. V. (J.D.F.R.) und der französischen Association des Juristes Paris – Cologne (JPC) zwei Alumnivereine, die unter anderem gemeinsam ein Jahrbuch mit den bisherigen Absolventen veröffentlichen.